# Sarcophaga notatipennis
Sarcophaga notatipennis är en tvåvingeart som beskrevs av Austen 1909. Sarcophaga notatipennis ingår i släktet Sarcophaga och familjen köttflugor. Inga underarter finns listade i Catalogue of Life.